# Абаза, Василий Константинович
 Васи́лий Константи́нович Абаза́  (1845—1911) — член Киевской судебной палаты, председатель Киевского отдела Русского собрания, брат военного писателя и педагога К. К. Абазы. Действительный статский советник.

## Биография
Родился 1 (13) января 1845 года в дворянской семье молдавского происхождения в Екатеринославской губернии.
После окончания курса в Полтавском Петропавловском кадетском корпусе, в 1863 году был зачислен корнетом в 10-й гусарский Ингерманландский полк. В 1871 году он оставил военную службу и стал активным земским деятелем. В 1872 году на общем съезде землевладельцев Верхнеднепровского уезда Екатеринославской губернии был избран участковым мировым судьёй уезда. С 1875 года Абаза состоял три года земским гласным и по Екатеринославскому уезду.
Деятельность его в качестве участкового мирового судьи Верхнеднепровского уезда была столь заметной, что стала известной даже в столице. В 1881 году он был избран по выборам Санкт-Петербургской городской думы в столичные участковые мировые судьи и состоял в этой должности до 1893 года, когда был назначен председателем Санкт-Петербургского столичного мирового съезда. В 1890 году принимал участие в занятиях особого совещания при первом департаменте Министерства юстиции для обсуждения некоторых вопросов, касающихся изменения и дополнения действующих узаконений о поверенных по судебным делам. Не имевший юридического образования, Абаза был забаллотирован в Санкт-Петербурге, но его поддержало Министерство юстиции, назначив в Прибалтийский край председателем мировых съездов.
С декабря 1893 года он состоял председателем Митаво-Балтского съезда мировых судей и начальником крепостного отделения съезда; 1 января 1895 года был произведён в чин действительного статского советника. В 1896 году по личному приглашению министра юстиции принял участие в заседании Особой комиссии для обсуждения проекта правил счетоводства и отчётности мировых судебных установлений.
С 19 марта 1901 года Абаза состоял членом Киевской судебной палаты, одновременно являясь почётным мировым судьёй Верхнеднепровского уезда Екатеринославской губернии (с 1882 года), почётным мировым судьёй по Винницкому округу (с 1884 года) и почётным мировым судьёй Киевского судебно-мирового округа (с 1905 года).
Он много содействовал улучшению положения мелких канцелярских чиновников, а в Санкт-Петербурге учредил даже товарищескую ссудно-сберегательную кассу. Как сказано в некрологе, «будучи либералом в благородном смысле, как передовой человек 60-х годов, он глубоко возмущался нашей „прогрессивной“, ничего не делающей молодёжью, „освободительным“ движением и левой печатью», а потому стал одним из первых членов РС в Киеве. Его авторитет среди киевских монархистов был весьма высоким. И, когда его первый председатель отдела В. А. Сухомлинов, будучи назначенным Киевским генерал-губернатором, отошёл от дел, его преемником стал именно Абаза. Его публикации в «Киевлянине» в 1905—1909 годах на злободневные темы общественной жизни, отстаивающие неограниченное Самодержавие и раскрывающие пагубную сущность революционных идей, вызывали общий интерес и становились предметом живого обсуждения.
Высочайшим приказом от 19 марта 1911 года Василий Константинович Абаза был назначен членом Киевской судебной палаты и в этой должности находился до дня смерти.
Скончался он 2 (15) июля 1911 года в Ялте. Похоронен на Иоанно-Златоустовском кладбище.